# Teorema del ballottaggio
Il teorema del ballottaggio prende il nome dal problema che originariamente si pone obiettivo di risolvere: 
Data un'elezione con {\displaystyle n} voti validi e due soli candidati {\displaystyle A} e {\displaystyle B} che ricevono rispettivamente {\displaystyle a} e {\displaystyle b}, dove {\displaystyle a>b} (e {\displaystyle a+b=n}), qual è la probabilità che, nello spoglio dei voti, {\displaystyle A} risulti in ogni momento (a parte ovviamente che all'inizio) strettamente in vantaggio su {\displaystyle B}?
Questa probabilità è {\displaystyle {\frac {a-b}{a+b}}}, ovvero, espressa in percentuale, {\displaystyle \alpha -\beta }, dove {\displaystyle \alpha } e {\displaystyle \beta } sono rispettivamente le percentuali di voti di {\displaystyle a} e {\displaystyle b}.

## Dimostrazione
Per dimostrare questo risultato, si può passare attraverso il principio di riflessione.
Sia {\displaystyle n=a+b} (il numero di votanti). Partizioniamo {\displaystyle T}, l'insieme di tutti i possibili scrutini (formalmente, di tutte le {\displaystyle n}-uple ordinate di voti), in 3 sottoinsiemi:
- {\displaystyle N^{+}}, che contiene tutti i possibili scrutini in cui il primo voto scrutinato va ad {\displaystyle A} e che vedono, in un certo momento, una situazione di pareggio
- {\displaystyle N^{-}}, che contiene tutti i possibili scrutini in cui il primo voto scrutinato va a {\displaystyle B} (siccome A nel complesso ha ricevuto più voti, va da sé che anche in questi scrutini si assiste, prima o poi, ad almeno una situazione di pareggio)
- {\displaystyle S}, che contiene tutti i possibili scrutini che vedono {\displaystyle A} sempre in vantaggio (quelli che ci interessano)

Ad esempio, se prendiamo il caso in cui {\displaystyle a=7,b=4,n=11}, e rappresentiamo ogni voto per {\displaystyle A} con 1 e ogni voto per {\displaystyle B} con -1 abbiamo che:
- (1 1 -1 -1 1 -1 1 1 1 1 -1) {\displaystyle \in N^{+}}, perché 1+1-1-1=0,
- (-1 -1 1 -1 1 1 1 -1 1 1 1) {\displaystyle \in N^{-}}, perché il primo voto è per {\displaystyle B} (e infatti -1-1+1-1+1+1=0), mentre
- (1 1 -1 1 1 -1 1 -1 -1 1 1) {\displaystyle \in S}

Si verifica facilmente che {\displaystyle N^{+}\cup N^{-}\cup S=T}.
A questo punto prendiamo una qualsiasi {\displaystyle n}-upla in {\displaystyle N^{+}}. Supponiamo rappresenti uno scrutinio in cui la prima situazione di pareggio (può non essere l'unica) si realizzi dopo {\displaystyle h} voti scrutinati. Se sostituiamo, nei primi {\displaystyle h} campi della {\displaystyle n}-upla, ogni 1 con un -1 e viceversa otteniamo una nuova ennupla che farà parte di {\displaystyle N^{-}} (infatti questa sostituzione non altera il numero totale degli 1 e dei -1). Se invece applichiamo lo stesso procedimento ad un elemento di {\displaystyle N^{-}}, otteniamo un elemento di {\displaystyle N^{+}}. Si verifica facilmente che quella ora descritta è una corrispondenza biunivoca tra questi due sottoinsiemi, che quindi necessariamente hanno la stessa cardinalità. Ovvero la probabilità che, scelto uno scrutinio possibile a caso, questo faccia parte di {\displaystyle N^{+}}, è uguale alla probabilità che faccia parte di {\displaystyle N^{-}} (formalmente, questo si giustifica utilizzando la probabilità uniforme sull'insieme delle {\displaystyle n}-uple a termini +1 e -1).

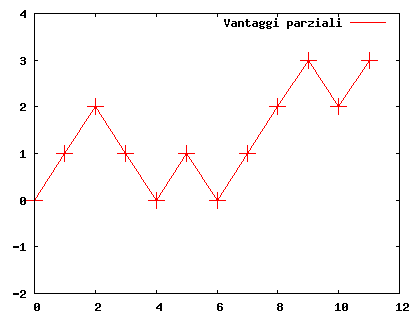
Grafico dell'andamento dello scrutinio per una n-upla appartenente a {\displaystyle N^{+}}.
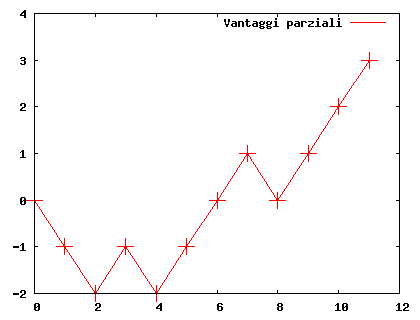
Grafico dell'andamento dello scrutinio per una n-upla appartenente a {\displaystyle N^{-}}.
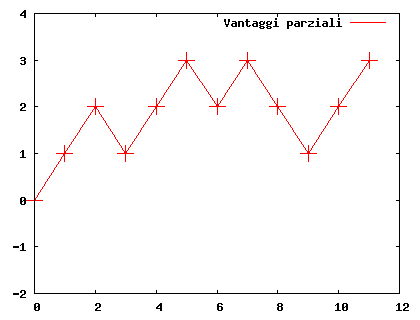
Grafico dell'andamento dello scrutinio per una n-upla appartenente a {\displaystyle S}.
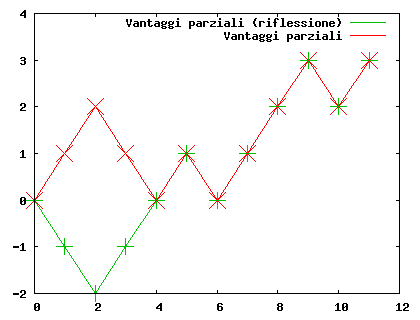
Riflettendo una n-upla appartenente a {\displaystyle N^{+}}, ne otteniamo una appartenente a {\displaystyle N^{-}}.

Ora non è difficile calcolare la probabilità che uno scrutinio scelto a caso faccia parte di {\displaystyle N^{-}}, perché è semplicemente la probabilità che il primo voto scrutinato sia per {\displaystyle B}, ovvero {\displaystyle {\frac {b}{n}}={\frac {b}{a+b}}}, che è anche la probabilità che lo scrutinio faccia parte di {\displaystyle N^{+}}. La probabilità che non faccia parte di nessuno dei due, e che quindi faccia parte di {\displaystyle S}, è:
{\displaystyle 1-{\frac {2b}{a+b}}={\frac {a+b-2b}{a+b}}={\frac {a-b}{a+b}}}.
Un altro modo classico per dimostrare questo risultato sfrutta il principio di induzione.

## Storia
Del problema del ballottaggio sono state studiate svariate generalizzazioni, in due direzioni:
- i candidati non sono 2 ma un qualsiasi numero ({\displaystyle A_{1},A_{2},\cdots A_{m}} con rispettivamente {\displaystyle a_{1},a_{2},\cdots a_{m}} voti a testa)
- la differenza di consensi tra i due candidati non è espressa come differenza di voti o come percentuale ma come rapporto del numero di voti ottenuti (il candidato {\displaystyle A} ha {\displaystyle \mu } volte più voti di {\displaystyle B})

Il teorema del ballottaggio viene spesso associato al nome di Joseph Louis François Bertrand, matematico francese del XIX secolo.

## La rovina del giocatore
In uno spoglio già iniziato, in cui {\displaystyle A} goda un margine di un vantaggio esiguo (rispetto al numero di voti ancora da scrutinare), la possibilità per {\displaystyle B} di tornare momentaneamente in parità dipende da una dinamica simile a quella della rovina del giocatore, dove la probabilità, ad ogni estrazione, di una "vincita" per {\displaystyle B} è approssimabile con il rapporto tra il numero di voti ancora da scrutinare di {\displaystyle B} e quelli di {\displaystyle A}: tuttavia, questa probabilità decresce con il procedere dello scrutinio, e la possibilità che il candidato {\displaystyle B} torni in parità diventa nulla quando restano da scrutinare solo {\displaystyle a-b} voti.